# Léon Jeck
Léon Jeck (ur. 9 lutego 1947 w Ans  – zm. 24 czerwca 2007 w Seraing) były belgijski piłkarz występujący podczas kariery na pozycji obrońcy.

## Kariera klubowa
Prawie całą piłkarską karierę Léon Jeck spędził w Standardzie Liège. Występował w nim w latach 1963–1974. Ze Standardem trzykrotnie zdobył mistrzostwo Belgii w 1969, 1970, 1971 oraz dwukrotnie Puchar Belgii w 1966 i 1967. W barwach Standardu Dewalque rozegrał 236 spotkań i strzelił 3 bramki. Ostatnie lata kariery spędził w Royale Union Saint-Gilloise i US Tellinoise.

## Kariera reprezentacyjna
W reprezentacji Belgii Léon Jeck występował w latach 1968–1970. W 1970 uczestniczył w mistrzostwach świata. Na Mundialu w Meksyku wystąpił w dwóch meczach grupowych z ZSRR i Meksykiem. Ogółem w reprezentacji Belgii rozegrał 11 spotkań.